# St. Konrad (Stuttgart)

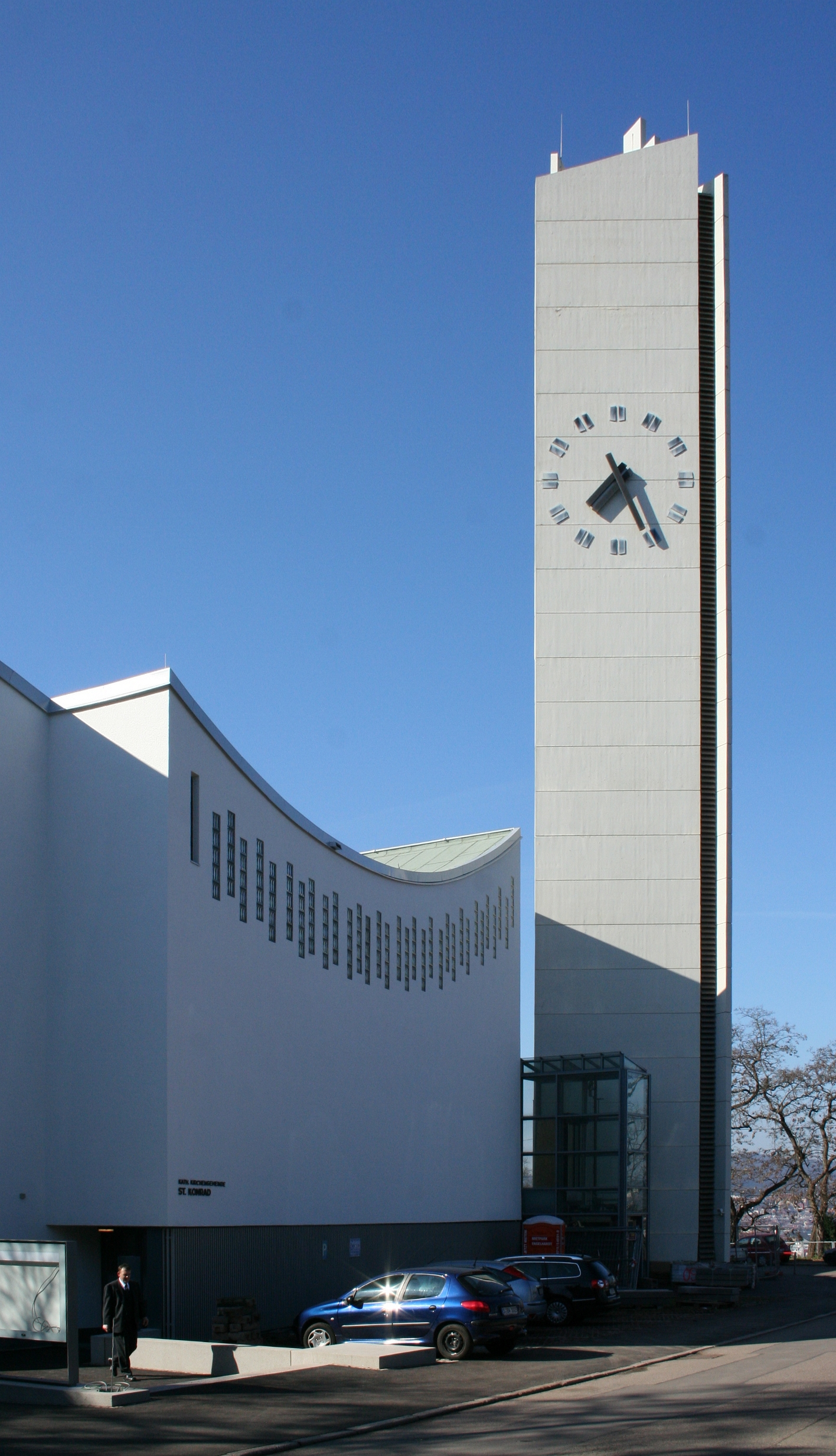
St.-Konrad-Kirche

St. Konrad ist eine römisch-katholische Kirche in Stuttgart, der Landeshauptstadt von Baden-Württemberg. Das nach dem heiligen Konrad von Konstanz benannte Gotteshaus ist eine Filialkirche der Gesamtkirchengemeinde Stuttgart-Mitte mit Sitz an der Domkirche St. Eberhard im Stadtdekanat Stuttgart der Diözese Rottenburg-Stuttgart.

## Geschichte
1965 erfolgte die Grundsteinlegung der Kirche, am 9. April 1967 fand die Kirchweihe statt. 1969 folgte die Erhebung der St.-Konrad-Kirche zur Pfarrkirche. Am 28. September 1969 wurde ihre Orgel geweiht.
Eine umfangreiche Renovierung, verbunden mit einigen kleineren Umbauten, erfolgte von 2010 bis 2011. Im Frühjahr 2011 wurde auch die erneuerte Orgel eingeweiht.

## Architektur und Ausstattung

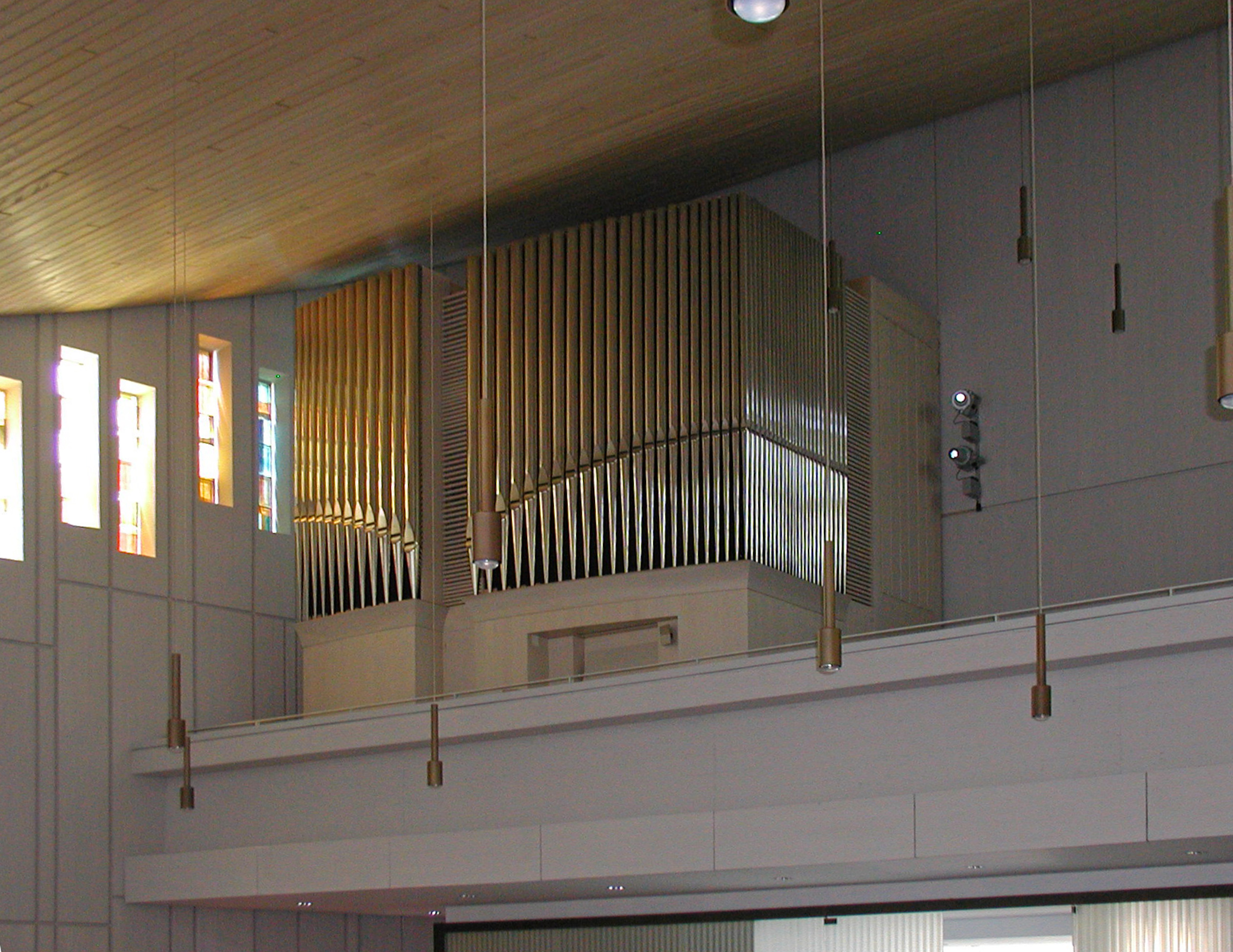
Orgel

Die Kirche steht im Stadtbezirk Stuttgart-Mitte, östlich der Innenstadt von Stuttgart, auf dem Grundstück Stafflenbergstraße 52. Ihr kreuzbekrönter Turm ist im Stadtbild von Stuttgart weithin sichtbar.
Die geostete Kirche wurde nach Plänen des Architekten Karl Gonser erbaut. Die Buntglasfenster sind Werke der ortsansässigen Künstlerin Hilde Reiser (1929–2019) von 1967. Altar, Ambo und Tabernakel schuf Josef Henger (1931–2020) aus Ravensburg.
Die Orgel wurde 1969 vom Orgelbau Vleugels erbaut und von 2010 bis 2011 vom Michael Becker Orgelbau unter teilweiser Verwendung bisherigen Materials neu errichtet. Das Instrument verfügt über 27 Register auf zwei Manualwerken und Pedal.
Den heiligen Konrad, den Schutzpatron der Kirche, stellt eine an der Eingangstreppe zur Kirche aufgestellte Statue dar, die der Bildhauer Wendelin Matt (* 1934) aus Trossingen geschaffen hat.